# خرگوش کوچک بامزه
خرگوش کوچک بامزه (به زبان انگلیسی: Funny Little Bunnies) یک فیلم کوتاه انیمیشن محصول دیزنی از مجموعه سمفونی احمقانه به کارگردانی ویلفرد جکسون است. این اثر در سال ۱٩٣۴ منتشر شد. 